# Diogenes Luna
Diogenes Luna (ur. 1 maja 1977 w Guantánamo) – kubański bokser kategorii lekkopółśredniej, brązowy medalista olimpijski. Na Letnich Igrzyskach Olimpijskich 2000 w Sydney zdobył brązowy medal olimpijski. W 2001 na mistrzostwach świata w Belfaście zdobył mistrzostwo świata.